# Audi Q7
Audi Q7 er en SUV-model fra Audi. Salget i Tyskland begyndte i efteråret 2005, og i Danmark i foråret 2006. Q7 bygges på samme fabrik i Bratislava i Slovakiet som søstermodellerne Porsche Cayenne og Volkswagen Touareg.
Q7 findes både som personbil med 5 eller 7 siddepladser og hvide nummerplader, og som varebil med 2 siddepladser og gule nummerplader.
Til Q7 findes to forskellige benzinmotorer, en 6-cylindret på 3,6 liter med 280 hk og en 8-cylindret på 4,2 liter med 350 hk. Af dieselmotorer findes 6-, 8- og 12-cylindrede varianter med effekter fra 233 til 500 hk. Alle motorerne, både benzin og diesel, har 4 ventiler pr. cylinder og direkte indsprøjtning.
Modellen gennemgik et facelift i 2009, og blev i 2006 kollisionstestet af Euro NCAP med et resultat på 4 stjerner ud af 5 mulige.

## Billeder
- Audi Q7 '05−'09
- Audi Q7 '05−'09
- Audi Q7 '09−nu
- Audi Q7 '09−nu
- Audi Q7 V12 TDI
- V12 TDI-motor

## Tekniske specifikationer[3][4]
| Model                            | Cylindre | Ventiler | Slag- volume cm³ | Effekt | Effekt | Effekt    | Drejnings- moment | Drejnings- moment | 0-100 km/t | Topfart | Årgange | Årgange |
| Model                            | Cylindre | Ventiler | Slag- volume cm³ | kW     | hk     | omdr.     | Nm                | omdr.             | sek.       | km/t    | fra     | til     |
| -------------------------------- | -------- | -------- | ---------------- | ------ | ------ | --------- | ----------------- | ----------------- | ---------- | ------- | ------- | ------- |
| Audi Q7-modeller med benzinmotor |          |          |                  |        |        |           |                   |                   |            |         |         |         |
| 3.6 FSI                          | 6        | 24       | 3597             | 206    | 280    | 6200      | 360               | 2500−5000         | 8,5        | 225     | 9/2006  | nu      |
| 4.2 FSI                          | 8        | 32       | 4163             | 257    | 350    | 6800      | 440               | 3500              | 7,4        | 244     | 9/2005  | nu      |
| Audi Q7-modeller med dieselmotor |          |          |                  |        |        |           |                   |                   |            |         |         |         |
| 3.0 TDI                          | 6        | 24       | 2967             | 171    | 233    | 4000      | 500               | 1750−2750         | 9,1        | 210     | 9/2005  | 10/2007 |
| 3.0 TDI                          | 6        | 24       | 2967             | 176    | 240    | 4000−4400 | 550               | 2000−2250         | 8,5        | 210     | 10/2007 | nu      |
| 4.2 TDI                          | 8        | 32       | 4134             | 240    | 326    | 3750      | 760               | 1800−2500         | 6,4        | 236     | 3/2007  | 4/2009  |
| 4.2 TDI                          | 8        | 32       | 4134             | 250    | 340    | 4000      | 760               | 1750−3000         | 6,4        | 240     | 4/2009  | nu      |
| V12 TDI                          | 12       | 48       | 5934             | 368    | 500    | 3750      | 1000              | 1750−3250         | 5,5        | 250     | 9/2008  | nu      |